# Under Marineflaget
Under Marineflaget er en dansk dokumentarfilm produceret af Nordisk Films Kompagni. Filmen instruktør er ukendt.